# Sphaenorhynchus lacteus
Sphaenorhynchus lacteus е вид жаба от семейство Дървесници (Hylidae). Видът не е застрашен от изчезване.

## Разпространение
Разпространен е в Бразилия, Венецуела, Гвиана, Еквадор, Колумбия, Перу, Суринам, Тринидад и Тобаго и Френска Гвиана.

## Описание
Популацията на вида е стабилна.